# 全国人民代表大会常务委员会立法规划
全国人民代表大会常务委员会立法规划是全国人大常委会制定并报中共中央批准的本届全国人大期间的立法规划。

## 简介
自1954年第一届全国人民代表大会第一次会议开始，全国人大就重视国家立法工作。“文化大革命”期间，国家立法工作停滞。1978年12月中共十一届三中全会提出，从现在起，应当把立法工作摆到全国人大及其常委会的重要议程上来。1979年2月，全国人大常委会法制委员会（1983年改为全国人大常委会法制工作委员会）成立。随后7月1日五届全国人大二次会议通过7部重要法律。
从中共十一届三中全会到1980年代中期，随着经济体制改革及对外开放的形势迅速发展，急需立法以便对一系列新问题加以规范，因而统筹规划立法工作这一问题进入了全国人大常委会议事日程。1985年1月，六届全国人大常委会召集省级人大常委会负责人开座谈会两天，请各地提出需要制定哪些法律。全国人大常委会委员长彭真就怎样做好立法工作讲话。
1988年4月，全国人大常委会委员长万里在七届全国人大常委会一次会议上提出，要制定一个五年立法规划。1988年7月1日，七届全国人大常委会二次会议通过的工作要点提出，立法工作要制定规划。在此次会议上，全国人大法律委员会提出《关于五年立法规划的初步设想》。此次会议后，全国人大常委会秘书处提出《关于七届全国人大立法工作的安排意见》。这些都是全国人大常委会初步尝试立法规划工作。
1991年2月，中共中央印发《关于加强对国家立法工作领导的若干意见》，提出全国人大常委会的立法规划要报经中央审定。同年11月，《全国人大常委会立法规划（1991年10月—1993年3月）》出台，这是报经中央同意的首个立法规划，也是中国首次出台以立法规划命名的立法工作部署性文件。1990年10月以及1992年6月，七届全国人大常委会两次召开立法工作会议。
1994年1月，八届全国人大常委会制定了五年立法规划并报经中央同意，立法项目分成“届内提请审议的”和“研究起草、成熟时安排审议的”两大类，共计152件。自八届开始，每年都制定年度立法计划，以便每年落实立法规划中安排审议的立法项目。1995年12月，八届全国人大常委会召开立法工作座谈会，推动实现五年立法规划，全国人大常委会委员长乔石讲话。到1998年3月八届全国人大结束，初步形成了中国特色社会主义法律体系框架。
九届全国人大提出“年度有计划、五年有规划、长远有纲要”，并且确定了到本届全国人大任期结束时初步形成中国特色社会主义法律体系的立法工作目标。1998年12月，九届全国人大常委会立法规划报经中央同意，立法项目仍分成“届内提请审议的”和“研究起草、成熟时安排审议的”两大类，共计89件，第一大类中的立法项目再按法律部门分类排列。1999年4月，专题研究组提出了关于中国特色社会主义法律体系的研究报告，这是形成中国法律体系的重要指南，也可视为到2010年立法工作的“长远纲要”。2000年11月，九届全国人大常委会召开立法工作会议，检查立法规划执行情况，全国人大常委会委员长李鹏讲话。
九届全国人大及之前的几届全国人大的立法规划均是由全国人大常委会秘书处拟定。十届全国人大常委会期间的立法规划、立法计划改由全国人大常委会办公厅负责拟定。这是立法规划工作体制的第一次调整。2003年11月，中央批准十届全国人大常委会立法规划，其中立法项目大类、小类的划分沿用九届的作法，立法项目共计76件。本届全国人大的立法工作目标是基本形成中国特色社会主义法律体系。2003年12月十届全国人大常委会召开立法工作会议，全国人大常委会委员长吴邦国讲话。2005年11月，十届全国人大常委会召开第二次立法工作会议，总结本届人大立法工作，研究部署下阶段立法任务。
十届全国人大后期，认为立法工作要有一个经充分论证和可行性研究的立法规划；立法工作全过程要有一个统一管理部门和协调机构；要有一套科学的立法技术规范；全国人大常委会在立法工作中要发挥主导作用。2007年2月，全国人大机关召开立法工作通报会，决定调整全国人大机关立法工作体制。根据调整方案，由全国人大常委会法制工作委员会负责统筹立法工作全过程，履行如下职能：
- 规划：负责拟定立法规划、立法计划；
- 组织：负责整个立法工作的组织工作；
- 协调：负责立法工作部门之间的协调；
- 指导：在统一国家法制、统一立法技术规范上履行指导职责
- 服务：为全国人大和全国人大常委会的立法工作提供服务[1]。

十一届全国人大常委会的立法规划首次由全国人大常委会法制工作委员会负责具体编制。2008年9月，中央批准了十一届全国人大常委会的立法规划。其中立法项目大类、小类的划分与九届、十届作法相同，立法项目共计64件。本届立法工作的目标是，确保到2010年形成中国特色社会主义法律体系并不断完善。2008年10月，十一届全国人大常委会召开立法工作会议，全国人大常委会副委员长王兆国讲话。
2010年7月，全国人大法律委员会围绕全国人大常委会法制工作委员会提出的研究材料，对中国特色社会主义法律体系问题开展了专题研究和讨论。全国人大常委会法制工作委员会建议并经常委会领导批准，召开了三个会议：（1）2010年8月召开座谈会，全国人大常委会副委员长李建国讲话；（2）2010年11月召开第十六次全国地方立法研讨会，全国人大常委会副委员长王兆国讲话；（3）2011年1月召开立法工作座谈会，全国人大常委会委员长吴邦国讲话。2011年3月十一届全国人大四次会议上，吴邦国委员长在作全国人大常委会工作报告时宣布：到2010年底，中共十五大提出的形成中国特色社会主义法律体系的立法工作目标已经如期完成。
另外，2011年6月，十一届全国人大常委会第二十一次会议审议了《关于科学技术进步法有关制度立法后评估主要情况的报告》和《关于农业机械化促进法有关制度立法后评估主要情况的报告》，这是全国人大常委会第一次审议立法后评估报告。
2013年9月，十二届全国人大常委会的立法规划获得中央批准，立法项目分三大类：“任期内提请审议的”，“条件成熟时提请审议的”，“研究论证的”。这是立法规划首次将立法任务分成三大类。列入规划第一、第二类的立法项目按照法律部门顺序排列，不标法律部门名称，这两类立法项目共计68件。本届全国人大立法工作目标是不断完善中国特色社会主义法律体系。
2013年10月30日，十二届全国人大常委会召开立法工作会议，贯彻中共十八大精神和习近平系列讲话精神，全面部署十二届全国人大常委会立法工作，全国人大常委会委员长张德江讲话。
2015年3月15日第十二届全国人民代表大会第三次会议《关于修改〈中华人民共和国立法法〉的决定》修正后的《中华人民共和国立法法》首次对全国人大常委会立法规划和年度立法工作计划作出了规定。该法第五十二条规定：“全国人民代表大会常务委员会通过立法规划、年度立法计划等形式，加强对立法工作的统筹安排。编制立法规划和年度立法计划，应当认真研究代表议案和建议，广泛征集意见，科学论证评估，根据经济社会发展和民主法治建设的需要，确定立法项目，提高立法的及时性、针对性和系统性。立法规划和年度立法计划由委员长会议通过并向社会公布。”“全国人民代表大会常务委员会工作机构负责编制立法规划和拟订年度立法计划，并按照全国人民代表大会常务委员会的要求，督促立法规划和年度立法计划的落实。”
2015年6月1日，十二届全国人大常委会立法规划对外公布。立法项目分三大类：“条件比较成熟、任期内拟提请审议的法律草案”，“需要抓紧工作、条件成熟时提请审议的法律草案”，“立法条件尚不完全具备、需要继续研究论证的立法项目”，前两类立法项目共计102件。

## 历届立法规划
- 全国人大常委会立法规划（1991年10月—1993年3月）：1991年
- 第八届全国人民代表大会常务委员会立法规划：1994年[5][6]
- 第九届全国人民代表大会常务委员会立法规划：1998年
- 第十届全国人民代表大会常务委员会立法规划：2003年[7]
- 第十一届全国人民代表大会常务委员会立法规划：2008年[8]
- 第十二届全国人民代表大会常务委员会立法规划：2013年 → 2015年6月1日（调整版）[4]
- 第十三届全国人民代表大会常务委员会立法规划：2018年[9]
- 第十四届全国人民代表大会常务委员会立法规划：2023年[10]